# Jesus Konnsimbal
Jesus Konnsimbal (* 3. března 1992, Bozoum) je fotbalový útočník a reprezentant ze Středoafrické republiky, od února 2017 hráč klubu AS Saint-Priest.

## Klubová kariéra
S kopanou začínal v ulicích rodného města Bozoum. Do fotbalové akademie se nedostal a tak od svých 12 let studoval 4 roky na kněze. Poté chodil do školy v hlavním městě Bangui, kde také hrával v místním klubu FC Stade Centrafricain. V roce 2013 o něj stál klub FC Leones Vegetarianos z Rovníkové Guineje, ale ze smlouvy sešlo. Konnsimbal dostal kontakt na fotbalového agenta Morana Nthoiwara z Bratislavy, který mu doporučil amatérský slovenský klub FC 34 Liptovský Mikuláš-Palúdzka. Začátkem léta 2014 odešel do druholigového ŠK Senec, kde se dobře uchytil, v úvodních 9 kolech vstřelil 6 gólů. V září 2014 musel opustit Slovensko, aby si obnovil víza.
V září 2015 podepsal smlouvu do konce sezóny 2015/16 s druholigovým slovenským mužstvem FC VSS Košice. V srpnu 2016 přestoupil do mužstva FC ViOn Zlaté Moravce hrajícího 1. slovenskou ligu. V únoru 2017 odešel do Francie do klubu AS Saint-Priest z nižší francouzské ligy.

## Reprezentační kariéra
Hrál za reprezentační výběr Středoafrické republiky U16, později byl kapitánem reprezentace U20.
V roce 2014 debutoval v A-mužstvu Středoafrické republiky.